# Jujurieux
Jujurieux ist eine französische Stadt im Département Ain mit 2209 Einwohnern (Stand 1. Januar 2022) in der Region Auvergne-Rhône-Alpes. Sie ist dem Kanton Pont-d’Ain im Arrondissement Nantua zugeteilt.

## Geographie
Jujurieux liegt auf 307 m im südlichen französischen Jura-Gebirge, etwa 23 Kilometer südöstlich der Präfektur Bourg-en-Bresse und 54 km nordöstlich der Stadt Lyon (Luftlinie).
Nachbargemeinden von Jujurieux sind Poncin und Mérignat im Norden, Boyeux-Saint-Jérôme im Osten, L’Abergement-de-Varey und Saint-Jean-le-Vieux im Süden sowie Pont-d’Ain und Neuville-sur-Ain im Westen.
Die Fläche des 15,39 km² großen Gemeindegebiets umfasst einen Abschnitt am linken Ufer des Flusses Ain in der Landschaft Bugey. Von den Jura-Ausläufern herkommend entwässern zwei Bäche, der Ecotet im Norden und der Riez im Süden, das Gemeindegebiet und markieren abschnittsweise seine Grenzen. Sie münden in den Ain. Auf der Hügelkuppe Sur Cret auf einer Hochfläche beim Weiler Vieillard wird mit 633 m die höchste Erhebung von Jujurieux erreicht.
Neben dem Gemeindehauptort gibt es auf dem Gemeindegebiet noch die folgenden Weiler (von Norden nach Süden):
- Chenavel (357 m) auf einem steil aus der Talebene des Ain emporragendem Felsplateau
- La Route (255 m) an der Straße von Poncin nach Saint-Jean-le-Vieux durch die Talebene des Ain
- Vieillard (495 m), Le Bévieur (347 m) und Cossieux (317 m) liegen alle in dem kleinen Erosionstal des Vieillasseux östlich vom Ortskern Jujurieux: Vieillard am oberen Ende in einem Talkessel, Le Bévieur in der Mitte und Cossieux am Talausgang
- Chaux (482 m) in den Hügeln oberhalb von Jujurieux
- La Combe (350 m) in den Hügeln oberhalb von Jujurieux
- Cucuen (308 m) nordöstlicher Ortsteil von Jujurieux
- La Courbattière (285 m) südöstlicher Ortsteil von Jujurieux
- Lhuire (338 m) am Ende eines in das Tal von Saint-Jérôme hineinragenden Zipfels des Gemeindegebiets.

## Geschichte
Das Dorf Jujurieux war bereits zur Römerzeit besiedelt. Münzfunde in der Nähe von römischen Hausfundamenten und Ziegeln zeigen Kaiserportraits aus dem 3. und 4. Jahrhundert. Auf einem Feld oberhalb von Lhuire wurden Überreste einer Nekropole aus der Burgunderzeit gefunden.

### Mittelalter
Im 11. oder 12. Jahrhundert gründeten Benediktiner aus Ambronay ein Priorat in dem Ort, der 1115 mit Namen Jusiriacum erwähnt wird. Das Dorf Jujurieux zählte im Mittelalter nur wenige Höfe und war Teil der Herrschaft von Varey. Chenavel bildete eine eigene Herrschaft, die den Herren von Thoire-Villars unterstand. Die Ländereien im Osten der heutigen Gemeinde, Vieillard und die Burg Châtelard-de-Luyre waren Teil des Besitzes von Châtillon-de-Cornelle (Herrschaftssitz in der heutigen Nachbargemeinde Boyeux-Saint-Jérôme). Die verschiedenen Ländereien gelangten im Laufe des 14. Jahrhunderts unter die Oberhoheit der Grafen von Savoyen. Mit dem Vertrag von Lyon fiel das gesamte Bugey im Jahre 1601 schließlich an Frankreich.

### Industrialisierung
Im Zuge der industriellen Revolution entstand in Jujurieux ein Teil der hauptsächlich in Lyon zentrierten französischen Seidenindustrie. Der Seidenfabrikant Claude-Joseph Bonnet eröffnete in seinem Geburtsort Jujuriuex 1836 eine zweite Fabrik seines bereits seit 1810 in Lyon erfolgreich bestehenden Unternehmens. Er ließ einen Gebäudekomplex erbauen, der neben der eigentlichen Fabrik auch ein Pensionat für die mehrere hundert Arbeiterinnen, eine Kapelle, eine Schule sowie Gebäude zur Wasser- und Energieversorgung umfasste. Die Fabrik wurde über mehrere Familiengenerationen geführt und schloss im Jahr 2001. Von 1898 bis 1933 bestand eine Verbindung mittels Überlandstraßenbahn (Tramways de l’Ain) mit dem Nachbarort Pont-d’Ain und der Strecke Ambérieu-en-Bugey — Cerdon. Sie versorgte die Seidenfabrik mit Waren und Arbeitskräften und wurde in das Riez-Tal bis hin zu einer Kalk- und Zementfabrik erweitert.

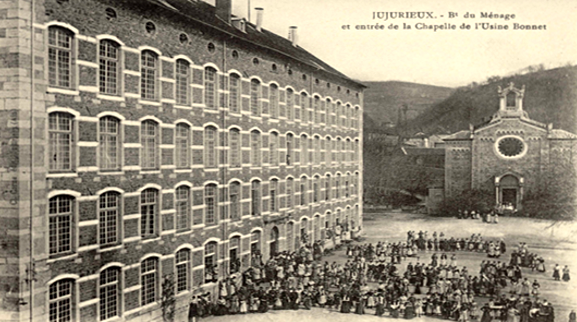
Seidenwerke in Jujurieux, 1910
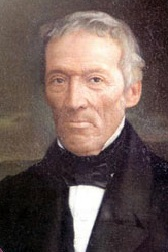
Claude-Joseph Bonnet
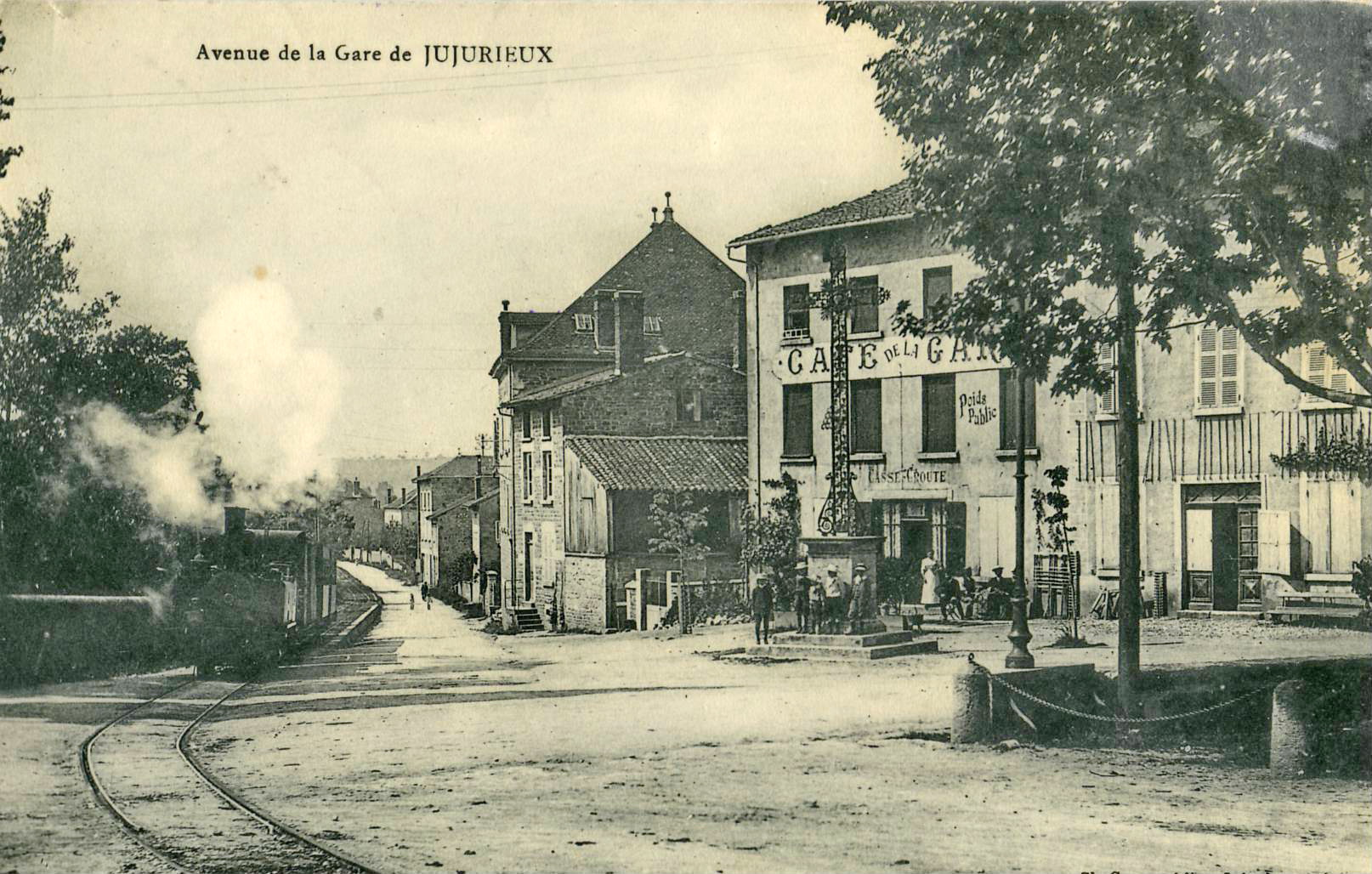
Eine Bahn der Tramways de l’Ain im Zentrum von Jujurieux

## Bevölkerung
| Jahr                       | 1962 | 1968 | 1975 | 1982 | 1990 | 1999 | 2006 | 2013 | 2021 |
| Einwohner                  | 1560 | 1520 | 1459 | 1492 | 1602 | 1700 | 1950 | 2172 | 2124 |
| Quellen: Cassini und INSEE |      |      |      |      |      |      |      |      |      |

Mit 2209 Einwohnern (Stand 1. Januar 2022) gehört Jujurieux zu den mittelgroßen Gemeinden des Départements Ain. Nachdem die Einwohnerzahl in der ersten Hälfte des 20. Jahrhunderts deutlich abgenommen hatte (1901 wurden noch 2652 Personen gezählt), steigt sie seit den 1990er Jahren wieder leicht an. Die Ortsbewohner von Jujurieux heißen auf Französisch Sussurien(ne)s.

## Sehenswürdigkeiten
Die Gebäude der stillgelegten Seidenfabriken aus dem 19. Jahrhundert sind heute aufgrund ihrer Bedeutung für die Industrialisierung ehemals ländlicher Ortschaften als monument historique klassifiziert.
In Jujurieux stehen Burgen und Schlösser in außergewöhnlich hoher Anzahl für eine Ortschaft dieser Größe. Aus dem Mittelalter sind drei Burgen erhalten, die die verschiedenen Ländereien und Durchgangsstraßen auf dem Gebiet der heutigen Gemeinde absicherten. Dazu kamen im 19. Jahrhundert Unternehmervillen aus dem Umkreis der Familie Bonnet, die im Stil von Renaissance-Schlössern errichtet und mit weiträumigen Gärten umgeben wurden.
Es handelt sich dabei um die folgenden Bauwerke:
- Der Châtelard-de-Lhuire (Lage) aus dem 13. Jahrhundert thront auf einer Felsnase über dem Zusammenfluss von Marlieux und Riez in einer strategisch wichtigen Position, die den Zugang zu den talaufwärts gelegenen Ländereien von Châtillon-de-Cornelle und Saint-Jérôme sicherte. Die Burg wurde während der Revolution in Brand gesetzt und ist heute teilweise restauriert.
- Das Château de Chenavel (Lage) aus dem 14. Jahrhundert liegt auf der Oberkante einer Geländestufe über dem Fluss Ain, direkt gegenüber dem Château de Thol auf der anderen Flussseite. Nach mehrfachem Wechsel der Besitzer ging das Château de Chenavel an den Abt von Ambronay, der es Ende des 16. Jahrhunderts von Grund auf neu erbauen ließ. Der noch während der Bauzeit im Sommer 1600 einsetzende Krieg Heinrichs IV. gegen die Grafen von Savoyen verschonte den unfertigen Herrschaftssitz dadurch. Die Burg entging während der französischen Revolution ein weiteres Mal der Zerstörung, nachdem die Besitzer sämtliche der Befestigung dienenden Merkmale (Gräben, Zugbrücke) entfernt hatten. Zur Blütezeit der Seidenfabrikation gehörte das Schloss zum Besitz des Unternehmers Bonnet, der dort ein Altersheim für seine Arbeiterinnen einrichtete. Die zum Ain ausgerichtete Hauptfassade wird von zwei runden Ecktürmen eingerahmt.
- Das Château de la Tour-des-Échelles (Lage) entstand im 13. Jahrhundert als festes Haus und ging nach kurzer Zeit in den Besitz der Familie Moyria über. Die heutigen Gebäude und Teile der Inneneinrichtung stammen aus dem 17. Jahrhundert, nach der Revolution mussten nur die beschädigten Türme wieder instand gesetzt werden.  Das Schloss am Südende des Ortskerns ist hufeisenförmig um einen Innenhof angelegt besteht und besitzt außen einen Wehrturm, der die Ebene zwischen Jujurieux und der Burg von Varey überragt. Es ist von einem französischen Garten umgeben. Teile des Schlosses und der Garten sind als Monument historique klassifiziert.[7]
- Das Château de Montaillet (Lage) ist die erste der im Stil der Neorenaissance errichteten Unternehmervillen. Es wurde 1850 vom ältesten Sohn des Seidenfabrikanten Claude-Joseph Bonnet eingeweiht und hat eine einfache rechteckige Form, der 1912 ein Querflügel hinzugefügt wurde.
- Château des Evettes (Lage), gebaut 1860 im Stil der Neo-Renaissance für Jules Bonnet, Neffe des Seidenfabrikanten Claude-Joseph Bonnet.
- Das Château de Valence (Lage) ist ein Schloss mit rechteckigem Grundriss und vier markanten Ecktürmen. Es liegt im Ortskern von Jujurieux, sein ehemaliger Schlossgarten ist heute ein öffentlicher Park.
- Château du Spey (Lage), erbaut 1867 für weitere Familienmitglieder von Claude-Joseph Bonnet: seinen Schwager und seine jüngere Schwester Eugène und Adèle Duchamp. Bei späteren Umbauten wurden die Ecktürme hinzugefügt und Balkone abgerissen.
- Château des Guerets (Lage), erbaut 1899 für die Familie von Claire Bonnet, Enkelin des Seidenfabrikanten. Es liegt auf einer Anhöhe und überblickt sowohl die Ain-Ebene als auch die Ebene zwischen Jujurieux und Varey.
- Château de Seneche  (Lage), erbaut 1897 für Cyrille Cottin, Enkel von Claude-Joseph Bonnet.
- Le Val Rose (Lage) ist ebenfalls eine von Unternehmern im Bereich der Seidenindustrie errichtete Villa. Ursprünglich erbaut 1898 erwarb es 1922 ein aus New York zurückkehrender französischstämmiger Seidenfabrikant, der es erweiterte und ihm seinen heutigen Namen gab.
- Taubenturm (Monument historique)

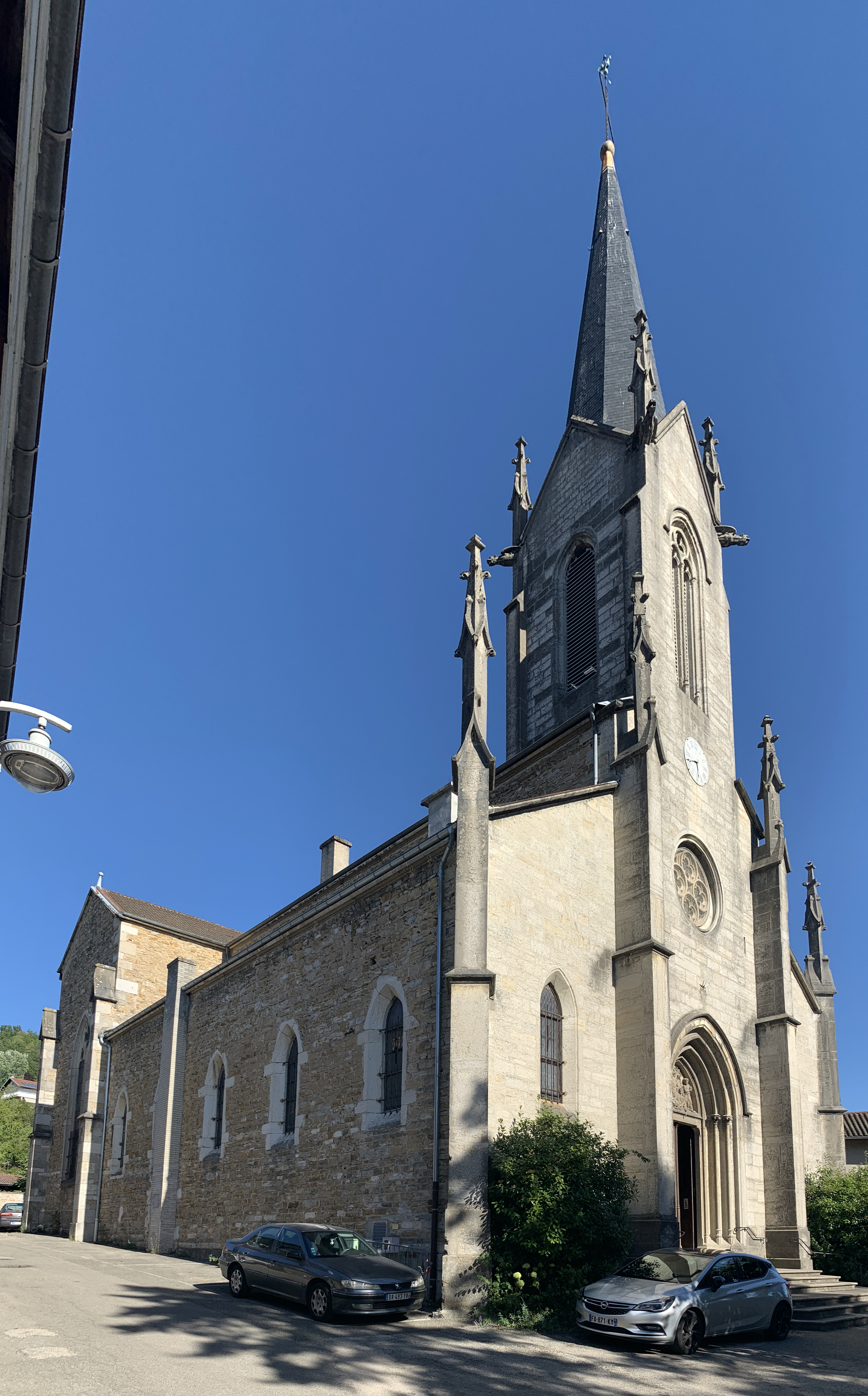
Kirche Saint-Étienne
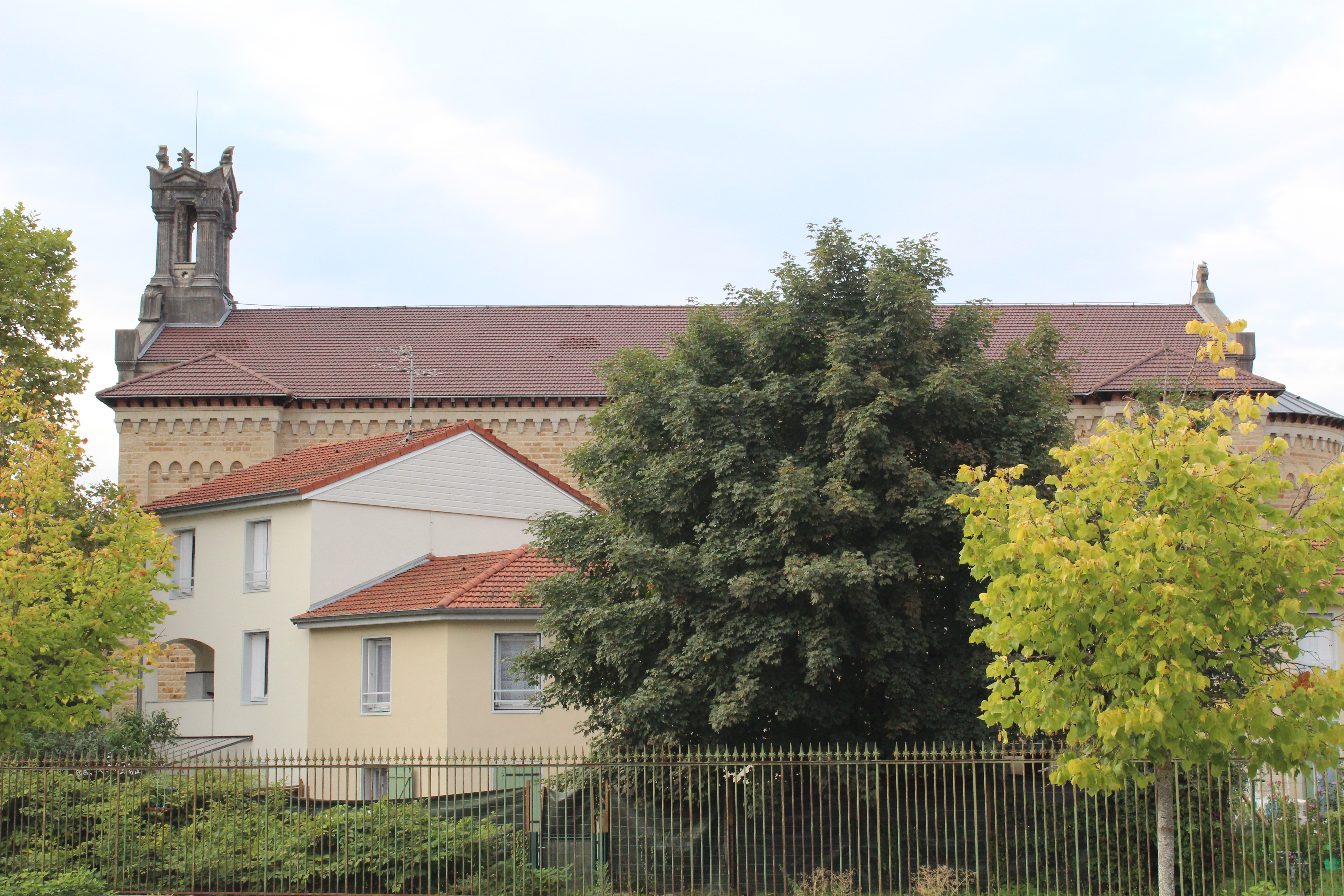
Kapelle der Pflegeeinrichtung Bonnet
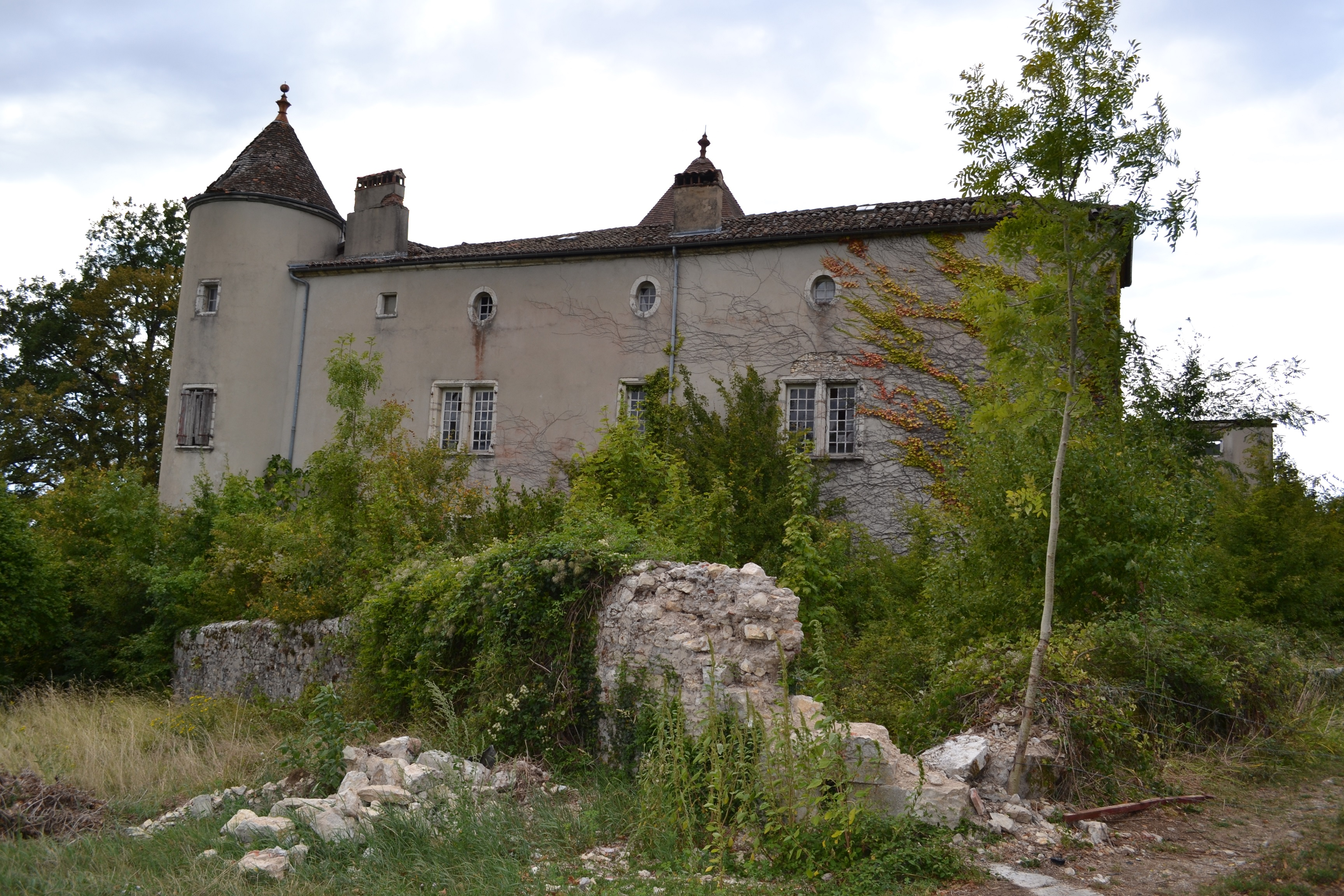
Château de Chenavel
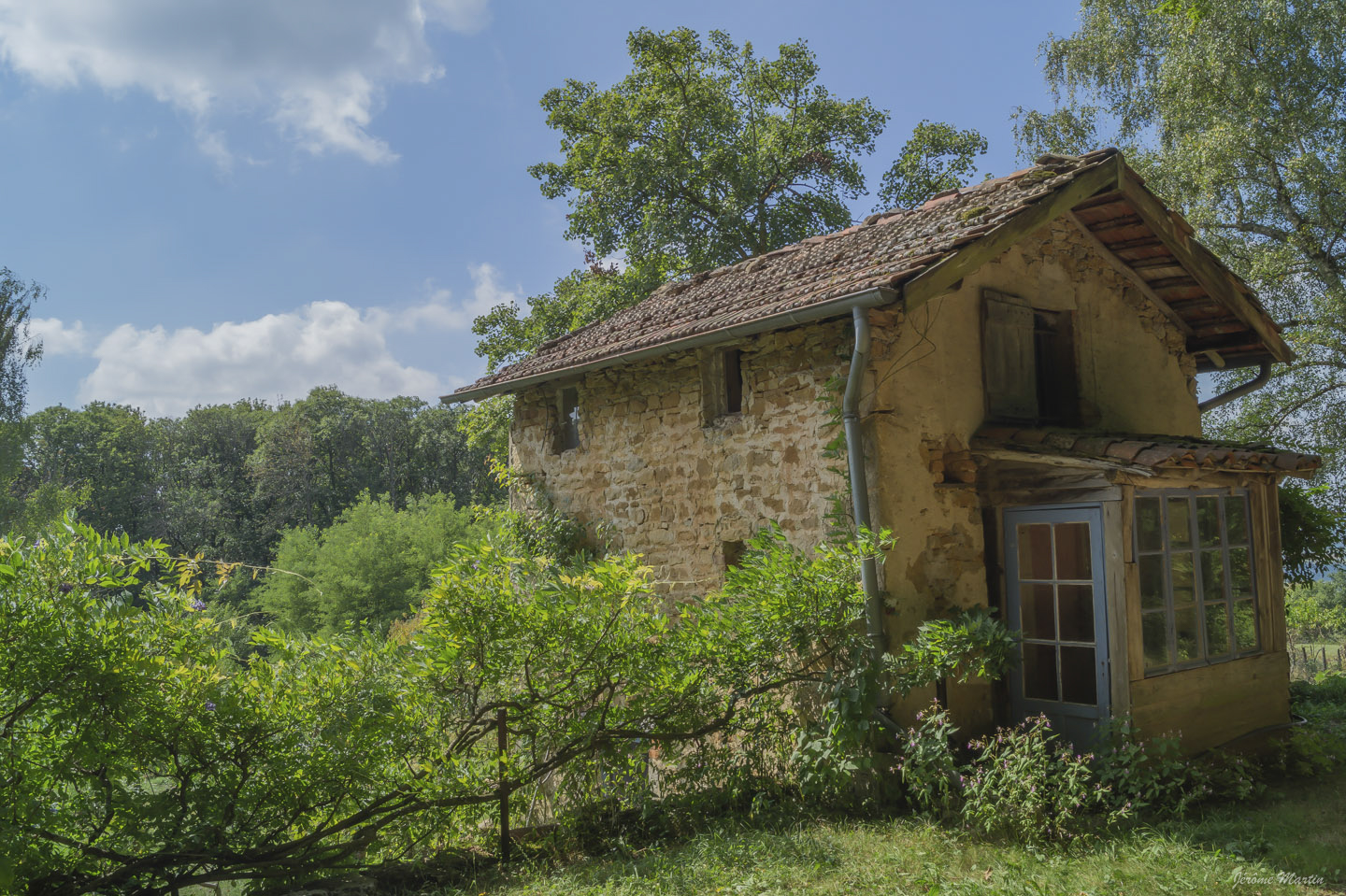
Winzer-Schutzhütte
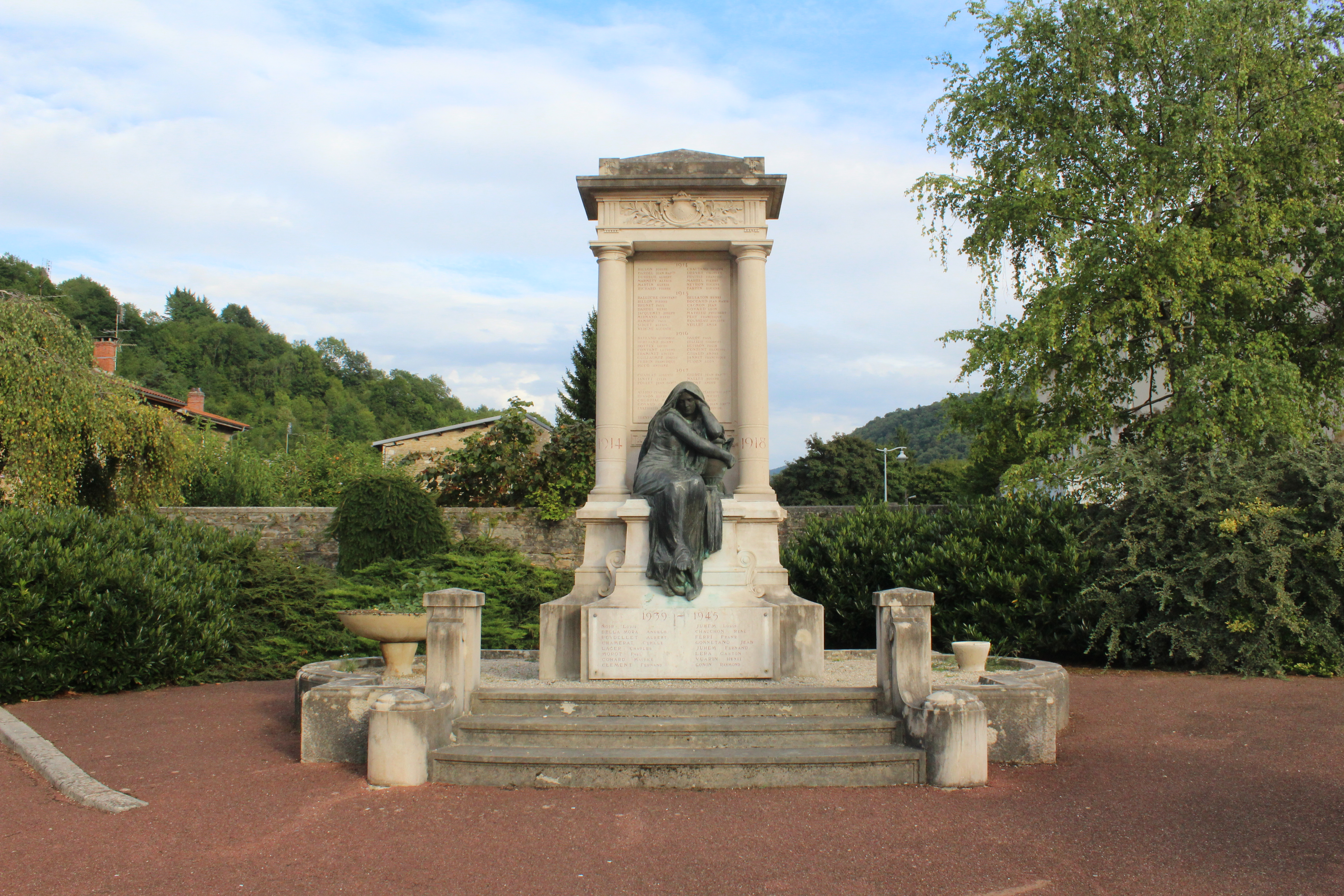
Gefallenendenkmal

## Wirtschaft und Infrastruktur
Jujurieux war bis zur Eröffnung der Seidenfabrik ein durch die Landwirtschaft geprägtes Dorf. Es gelang jedoch nicht, im 20. Jahrhundert andere Industriezweige so anzusiedeln, dass diese den Verlust von Arbeitsplätzen durch den Niedergang der französischen Seidenindustrie hätten ausgleichen können. Heute gibt es eine Anzahl Klein- und mittelständischer Betriebe, jedoch arbeitet der größte Teil der Erwerbstätigen in den umliegenden Städten, so dass sich Jujurieux zu einer Wohngemeinde gewandelt hat. Die im Ort ansässigen landwirtschaftlichen Kleinbetriebe sind vorwiegend Winzer, deren Weinberge etwa zur Hälfte unter die geschützte Herkunftsbezeichnung fallen. Es werden vor allem die Sorten Poulsard und Gamay angebaut, mit denen der Rosé-Schaumwein Cerdon produziert wird.
Die Ortschaft liegt abseits der größeren Durchgangsstraßen an einer Departementsstraße, die von Saint-Jean-le-Vieux durch das Tal von Riez und Marlieu nach Châtillon-de-Cornelle und Corlier führt. Über die D1084, die das Gemeindegebiet im Nordwesten durchquert, bestehen Verbindungen mit Pont-d’Ain und Nantua. Eine Auffahrt zur Autobahn A42 befindet sich etwa 6 Kilometer entfernt in Pont-d’Ain.
In Jujurieux befinden sich zwei Grundschulen mit eingegliederten Vorschulklassen (école primaire, davon eine in privater Trägerschaft).

### Weinbau
Ein weiterer Beitrag zum Aufschwung im 19. Jahrhundert entstand durch den Weinbau, der sich zu Spitzenzeiten auf über 300 ha Felder und Hanglagen in Jujurieux erstreckte, und auf den sich die Landwirtschaft fast vollständig konzentriert hatte. Die Reblauskrise am Ende des 19. Jahrhunderts traf auch Jujurieux mit voller Wucht, so dass sich die Anbaufläche nach dem Ersten Weltkrieg und der Weltwirtschaftskrise schließlich auf weniger als ein Zehntel der ursprünglichen reduzierte. Die Weinberge konzentrieren sich heute auf die qualitativ hochwertigen, südwärts gerichteten Hänge. Die Bemühungen resultierten 2009 in der Anerkennung als geschützte Herkunftsbezeichnung Vin du Bugey.